# Puzzle (album de BB Brunes)
Pour les articles homonymes, voir Puzzle (homonymie).
Albums de BB Brunes
Long Courrier
(2012) Visage
(2019)
Singles
1. Eclair, éclair
Sortie : mars 2017
2. Pyromane
Sortie : juillet 2017
3. Terrain Vague
Sortie : novembre 2017
4. Pyjama
Sortie : 22 février 2018

Puzzle est le quatrième album studio du groupe de rock français BB Brunes, sorti le 1er septembre 2017. 
L'album a été enregistré à Paris (studio Gouverneur et studio Questions de son) et a été réalisé par Louis Sommer et Adrien Gallo, le chanteur du groupe. Puzzle est nommé aux Victoires de la Musique 2018 dans la catégorie Meilleur Album Rock. La tournée Puzzle Tour, articulée autour de leur nouvel opus mais aussi de leurs plus grands succès, a compté près de 80 dates, tant en salle que dans les festivals d'été.

## Fiche technique

### Liste des chansons
| No  | Titre                  | Durée |
| --- | ---------------------- | ----- |
| 1.  | Puzzle                 | 3:01  |
| 2.  | Éclair éclair          | 3:20  |
| 3.  | Terrain vague          | 3:55  |
| 4.  | Pyromane               | 2:52  |
| 5.  | Pyjama                 | 3:09  |
| 6.  | Celesta                | 3:35  |
| 7.  | Origami                | 3:06  |
| 8.  | Ext nuit               | 3:10  |
| 9.  | Troisième type         | 3:10  |
| 10. | Bora Bora              | 3:09  |
| 11. | Yéti                   | 2:54  |
| 12. | Midi minuit            | 3:33  |
| 13. | Parade (Bonus Track)   | 3:02  |
| 14. | Motorama (Bonus Track) | 3:12  |